# Centro de Estudos das Relações de Trabalho e Desigualdades
O Centro de Estudos das Relações de Trabalho e Desigualdades (CEERT) é uma organização não-governamental brasileira, fundada em 1992. A ONG declara oficialmente procurar garantir os direitos da população negra apoiando a luta pelo fim das desigualdades étnico-raciais e o preconceito existente. O CEERT desenvolve projetos que procuram facilitar à população negra ter acesso igual na justiça e no trabalho. A iniciativa do projeto veio de 3 pessoas, Hédio Silva Jr, Ivair Augusto Alves dos Santos e Maria Aparecida Silva Bento.
Atualmente a ONG possui uma equipe de psicólogos, juristas, educadores, sociólogos, assistentes sociais e gestores de pessoal, que procuram promover e divulgar a ideia da inclusão racial. O trabalho é feito baseado em diagnósticos, passando por algumas etapas como a primeira sendo a elaboração e depois a implementação de programas que promovem a igualdade racial e a valorização da diversidade em sindicatos, escolas, empresas e órgãos públicos. Além do trabalho motivado por uma questão social, o CEERT é responsável por assessorar órgãos do governo, instituições privadas e movimentos sociais em formação política, capacitação do pessoal e produção de material didático.

A coordenadora executiva Maria Aparecida Bento iniciou sua carreira como professora da educação básica e depois como psicóloga organizacional em empresas, e logo depois entrou para o Conselho da Comunidade Negra do Estado de São Paulo, como coordenadora de uma área que cuidava da discriminação racial no trabalho. Como coo-fundadora acompanha Hédio Silva Jr e Ivair Augusto como fundadores da instituição, os quais se juntaram com a ideia de combater o racismo.

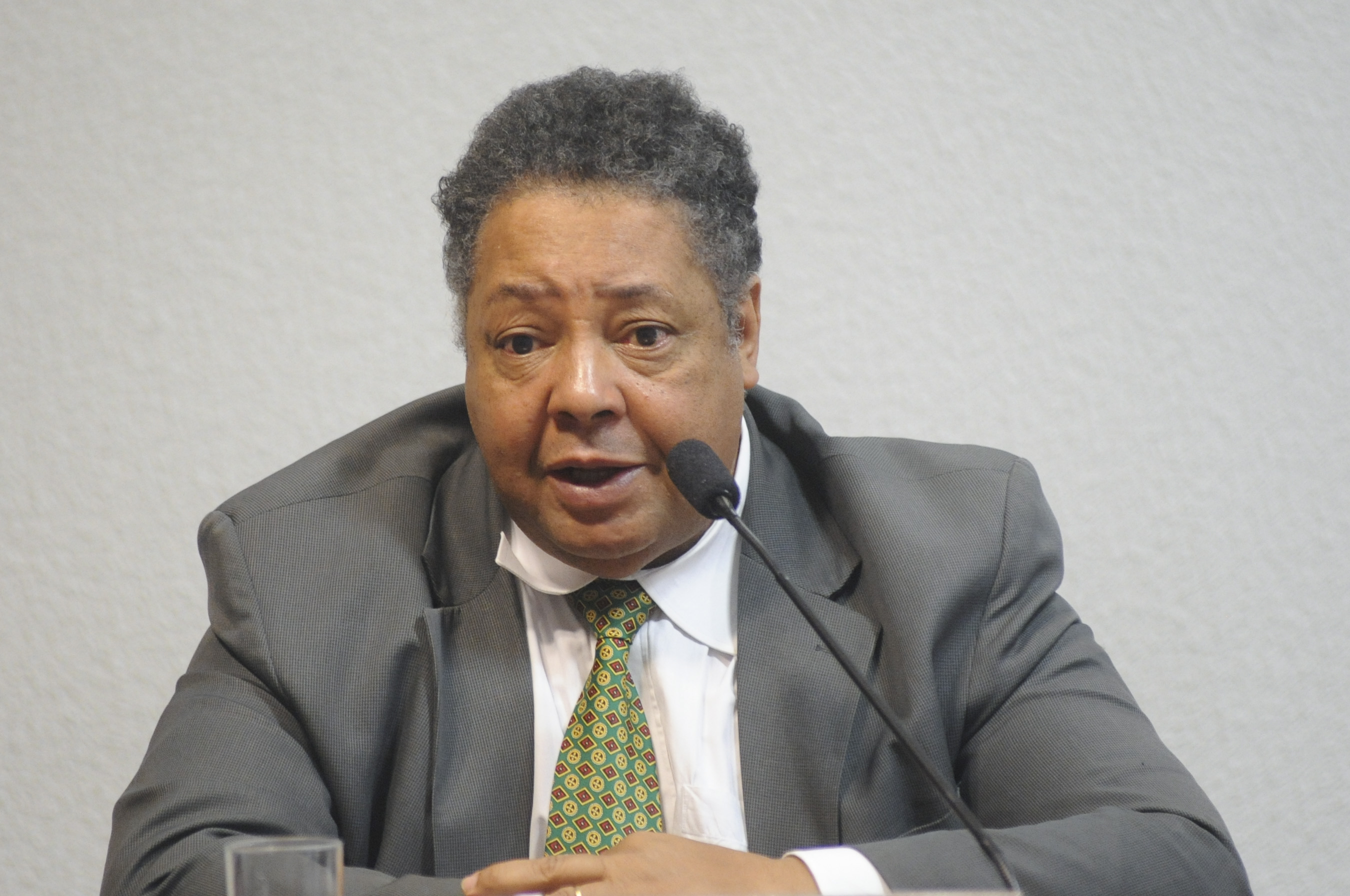
Ivair Augusto

## Áreas de Atuação
A ONG possui várias áreas de atuação, dentre elas: Jurídico, Educação, Trabalho e Políticas Públicas. Em cada uma das áreas de atuação há um objetivo específico, por exemplo, no Jurídico a preocupação é em produzir conhecimento, auxiliar profissionais do Direito para a luta em prol da igualdade racial. Já na área da Educação, o foco é cuidar e educar as crianças do projeto para que valorizem as diversidades étnicos-racias. Na área do Trabalho realizam pesquisas e intervenção focalizadas na valorização da diversidade e na superação de todas as formas de discriminação.  Já sobre as Políticas Públicas é implementando programas direcionados para a realização de diagnósticos institucionais, como capacitação de gestores públicos, direcionado para as relações raciais, em especial ligados à implementação da questão cor. 

## Projetos

### "Diagnóstico e Implementação de políticas de Diversidade"
Feto em 2009 – 2010 com a parceria de OXFAM, o programa teve o objetivo de realizar um diagnóstico institucional do tratamento da igualdade racial nos processos institucionais; construir um plano de ação para assegurar o tratamento da igualdade racial em todas as dimensões institucionais.[carece de fontes?] 

### “Valorização da diversidade” – FEBRABAN
Feito entre 2007 – 2008, o programa teve como parceria o MPT (Ministério Público do Trabalho); CONTRAF (Confederação dos Trabalhadores Financeiros), OIT (Organização Internacional do Trabalho), IBGE (Instituto Brasileiro de Geografia e Estatística), IPEA (Instituto de Pesquisas Aplicadas). Com o objetivo de realizar o censo nacional, divulgando pesquisas sobre racismo institucional por todo o Brasil.[carece de fontes?] 

### “Pró-Equidade de Gênero” da Itaipu Binacional" (hidroelétrica Brasil/Paraguai)
Feito entre 2007 – 2008, o programa teve parceria do Comitê de Gênero da Itaipú Binacional, com o objetivo de Assessorara na elaboração das diretrizes de gênero e raça para a Companhia.[carece de fontes?] 

### "O Impacto de Raça e Gênero nas Políticas da Secretaria de Trabalho de São Paulo"
Feito em 2005 – 2007, o programa teve como parceria a Universidade de São Paulo; Prefeitura de São Paulo – Secretaria de Trabalho; INTEGRA – Cooperativa de Trabalho Interdisciplinar; FAPESP – Fundação de Amparo à Pesquisa do Estado de São Paulo. Teve como objetivo  "Aumentar a capacidade de diagnóstico da Secretaria de Trabalho com relação ao perfil da população excluída, a partir da análise da variável sexo, cor/raça nos programas sociais e fornecer à Secretaria uma metodologia para incorporar nos programas, as perspectivas de mulheres e negros".[carece de fontes?] 

### "Implementação do Quesito Cor nos Programas Estaduais de DST/AIDS"
Feito em 2006 – 2007 com a parceria da UNAIDS, PNUD e Centro de referência de AIDS de São Paulo, o programa teve como objetivo introduzir o quesito cor no sistema de informação; realizar Campanha de Comunicação e desenvolver processos de Formação dos profissionais dos serviços de DST/HIV/AIDS do Centro de Referência.[carece de fontes?] 

### "Implementação do Quesito Cor/raça na Secretaria Municipal de Saúde de Recife"
Feito em 2005 com a parceria do DFID com o objetivos de formar profissionais da rede municipal de saúde de Recife, colaborar no processo de diagnóstico, desenho e implantação/implementação de Políticas de Promoção da Igualdade Racial.[carece de fontes?] 

### "Capacitação em Raça e Gênero"
Feito entre 2003 e 2004 teve a parceria do Comitê de Gênero e Comissão de Raça da Internacional do Serviço Público (ISP) e com o objetivo: fortalecer o trabalho relativo a raça e gênero no interior das instituições sindicais filiadas a ISP.[carece de fontes?] 

### "Gestão Local, Empregabilidade, Equidade de Gênero e Raça: uma experiência de políticas públicas na região do ABC paulista."
Feito entre 1999 – 2003, teve como parceria a OIT; CEBRAP (Centro Brasileiro de Pesquisas); FAPESP (Fundação de Amparo a Pesquisa do Estado de São Paulo). Teve como objetivo, desenvolver pesquisa, realizar campanhas de promoção da equidade de gênero e raça.[carece de fontes?] 

### "Brasil Gênero e Raça"
Feito entre 1995 – 1997 com a parceria do Ministério do Trabalho/OIT, teve como objetivos a realização de processos de formação sobre relações raciais e de gênero no trabalho, produção de textos.[carece de fontes?] 

### "Oportunidades Iguais Para Todos"
Feito entre 1996 – 1997 com a parceria da Prefeitura de Belo Horizonte, teve o objetivo de pesquisar e implementar programas de promoção de igualdade de gênero e raça nas áreas de saúde, educação e trabalho.[carece de fontes?] 

## Prêmio Educar
O Prêmio Educar para a Igualdade Racial e de Gênero faz parte do Programa de Educação do CEERT, promovido juntamente com instituições parceiras. Foi criado pela própria ONG juntamente com seus parceiros, e realizado pela primeira vez em 2002. Reconhecido no âmbito do MEC como um dos principais métodos de promoção da igualdade étnico-racial já feita por uma instituição. O objetivo inicial é reconhecer e apoiar boas práticas pedagógicas e de gestão escolar que valorizem a diversidade étnico-racial nas escolas. Além de procurar o reconhecimento dessa diversidade, há uma abordagem com foco na valorização da mulher, especialmente africanas, indígenas. O prêmio possui duas categorias : Professor e Gestão Escolar e os premiados recebem dinheiro; professores e escolas são presenteados com cursos de formação, kit de livros, notebooks voltados para o tema em questão.
Já foram realizadas seis edições e portanto constituiu-se um acervo de mais de 2.300 mil práticas escolares direcionadas à promoção da igualdade étnico-racial.Irá acontecer o 7º Prêmio Educar para a Igualdade Racial , o qual geralmente envolve escolas, professores, desde o Ensino Infantil, até o Ensino Médio.